# Pazo da Touza
El Pazo da Touza es una casa señorial del siglo XVI situada en la parroquia de Camos, en el municipio pontevedrés de Nigrán (Galicia, España).
Cuenta con una finca de 40 000 m². Está bien conservado y hoy es un hotel y restaurante para eventos. 

## Historia
La historia se remonta al siglo XV, cuando las tierras donde hoy está el pazo eran propiedad del cabildo de Tuy, aforándolas este en 1568 al hidalgo escudero Vasco de Godoy. Este en el año 1613 dona las tierras a su sobrino, capitán en Flandes, Gregorio Vásquez Ozores, casado con Teresa Troncoso de Lira, nieta del anterior, que sería el que iniciaría la construcción del pazo.
Desde su construcción en el siglo XVI, el pazo fue habitado por los sucesivos herederos de estas familias, nobles de la zona, hasta la primera mitad del siglo XX. El edificio principal sufrió importantes remodelaciones en el siglo XVIII. Ya en el siglo XX fue transformado para uso agrícola, por lo que en sus terrenos de 40 000 m² se plantaron manzanos. A finales del siglo XX se transforma en establecimiento hotelero para celebración de eventos y bodas .

## Descripción
El edificio actual data del siglo XVI, pero sufrió importantes reformas posteriores, especialmente en el siglo XVIII. Consiste en el típico pazo gallego bajomedieval con riscos barrocos, planta en "L", con muros de mampostería  de granito, reforzados con cantería en esquinales. En el punto de encuentro de las dos alas del edificio se levanta una torre señorial de tres plantas, almenada, con piedras heráldicas rematadas con coronas ducales en forma de anillos (aparecen las armas de las familias Pereira de Castro, Falcón y Ozores-Soutomaior) y caños pétreos decorados para la salída del agua de la cubierta (gárgolas en forma de cañón). El resto del edificio, de dos plantas, se encuentra pegado a la torre, es sencillo, donde destaca la solaina y su balaustrada pétrea y tres esbeltas columnas toscanas que sostienen el extremo del tejado, y las chimeneas, una de ellas más alta que la torre, rematada con una sobria decoración de almenas y pináculos culminados con bolas. Una escalinata de granito los exteriores de la capilla y el patín con balaustres, cubierto con un tejado de armazón en madera y sustentado por cuatro columnas lisas tipo toscano. Bajo el patín se abre un amplio arco decorado con placas recortadas, típicamente barrocas. A la izquierda del patín aparece un blasón donde se observan las armas de las familias Pereira de Castro, Falcón, Troncoso de Lira y Soutomaior-Ozores.
La capilla se encuentra embutida en la fachada principal, cabe destacar la espadaña con campana, bajo una hornacina enmarcada en un arco decorado con elementos vegetales, con la imagen de la virgén Asunción de María.
Destaca también el portón de acceso a la finca, obra de perpiaño, en el centro se halla un escudo de armas, con corona ducal de las familias Pereira de Castro, Ozores, Soutomaior e Falcón, flanqueado por leones rampantes en relieve y la escultura de un trompetista. A los costados, dos torres cilíndricas rematadas en cúpula semiesférica e cada una con su blasón. Destacar los relieves a los lados del arco, con imágenes de guerreros y cuatro cabezas de leones con argollas en la boca.